# Nathan Coombs
Nathan Coombs (Massachusetts, 1826 – Napa, 26 dicembre 1877) è stato un esploratore statunitense noto per aver fondato la città di Napa.

## Biografia
Nathan Coombs nacque nel Massachusetts e si trasferì in Oregon nel 1842. Arrivò poi in California nel 1843, lavorando prima per Steven Smith alla Bodega Bay, poi per William Gordon al Rancho Quesesoni nella Yolo County. Nel 1845 sposò la figlia di William Gordon, Maria Isabel Gordon. Coombs arrivò nella Napa Valley e nello stesso anno acquistò una parte del Rancho Tulucay sulla sponda est del fiume Napa. Coombs partecipò anche alla rivolta di Bear Flag dell'anno successivo. Nel 1847 acquistò poco più di 1 km² del Rancho Napa da Salvador Vallejo a circa un miglio e mezzo a nord-ovest dalla città di Napa, dove ha risieduto fino alla sua morte.
Nello stesso anno, Coombs acquistò 0,3 km² del Rancho Entre Napa da Nicholas Higuera. Su questa terra, Coombs fondò la città di Napa nel 1848.
Nel 1851, Coombs e William Gordon acquistarono il Rancho Chimiles. Cooms divenne così membro del 10º Distretto della California State Assembly, dal 1855 al 1861. Morì a Napa il 26 dicembre 1877.